# 치즈윅 하우스

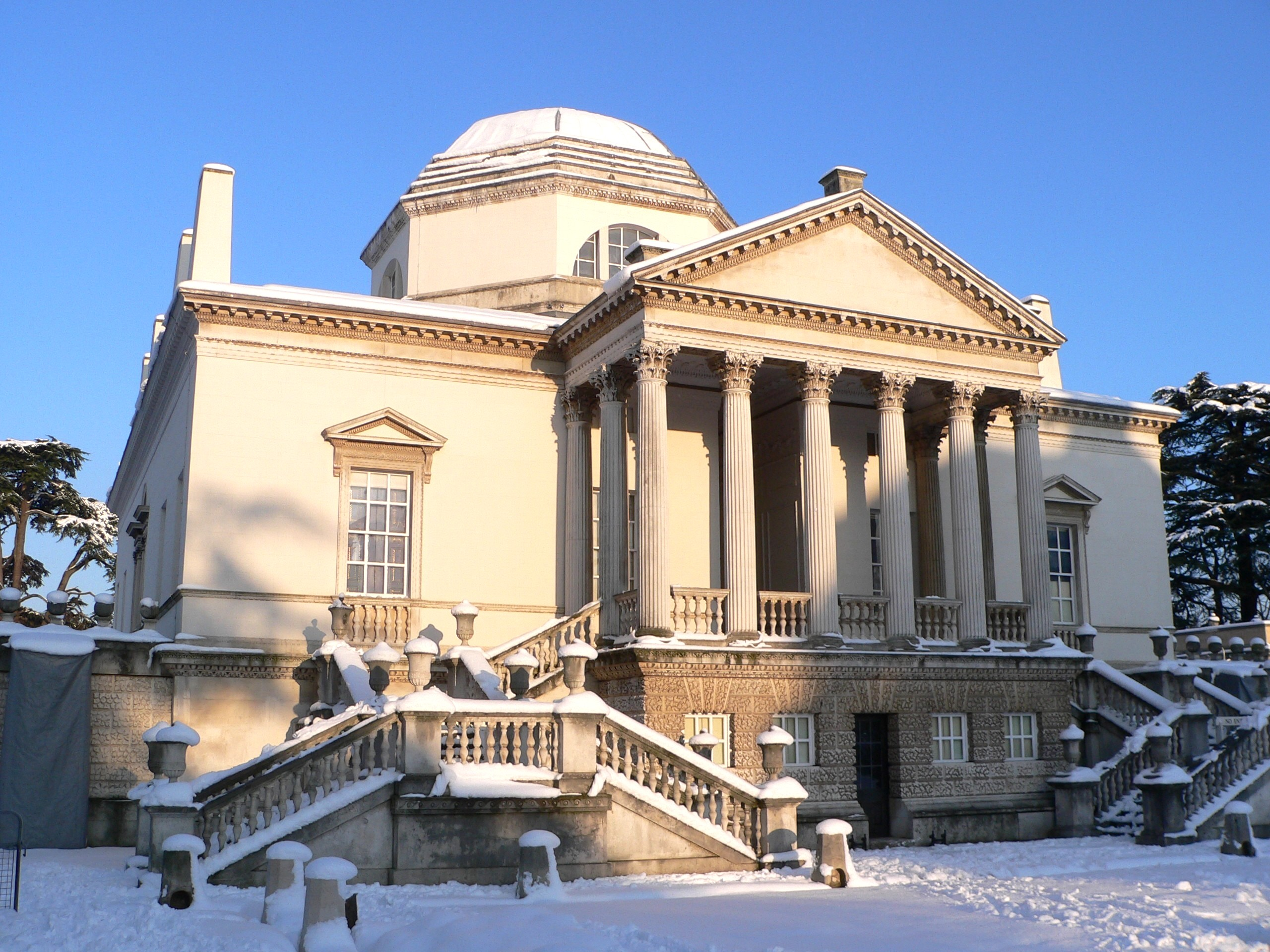
치즈윅 하우스

치즈윅 하우스(Chiswick House)는 벌링턴 백작 리처드 보일(Richard Boyle, 1694년 ~ 1753년)이 1725년경에 안드레아 팔라디오의 라 로톤다를 모방하여 설계한 영국 런던 벌링턴 레인(Burlington Lane)에 세운 건물이다. 윌리엄 켄트(1685년 ~ 1748년)가 치즈윅 하우스의 정원을 설계하였다.